# 심사율
심사령(審査令, Test Act)은 영국의 국왕 찰스 2세가 1673년에 제정한 반가톨릭 법률이다. 심사율의 정식 명칭은 교황주의자들로부터 발생할 수 있는 위험을 방지하기 위한 법( An act for preventing dangers which may happen from popish recusants)이다.

## 배경
찰스 2세는 귀국에 즈음하여 브레다 선언을 발표, 왕의 권리를 평화롭게 회복할 것과 전국토에서 정의를 집행하고 국민은 법에 의하여 향수(享受)하는 권리를 존중한다고 약속했다. 그러나 망명 중 프랑스에서 자란 그는 은밀히 가톨릭을 신봉하여 국내의 가톨릭 세력의 부활을 목표로 관용 선언을 했으나 왕의 의도를 간파한 의회는 선언을 철회시키고 1673년 심사율을 제정하여 국가의 공직을 맡은 사람은 잉글랜드의 국교회인 잉글랜드 성공회 신자에 한한다고 규정했다. 이로써 모든 문무관은 잉글랜드 성공회의 전례에 따라 화체설(化體設) 반대선언에 서명하지 않으면 안되었고, 사실상 가톨릭교도 및 그밖의 비국교도는 일체의 공직에서 물러나야 했다. 그후 자주 정치상의 분쟁을 일으켜 1828년에 폐지되고 다음 해에 가톨릭교도 해방령이 발포되기에 이르렀다.